# Pelagianismus
Pelagianismus je heretická nauka zastávaná ve starověku mnichem Pelagiem, jeho žákem Celestinem a Julianem z Eclana v 5. století. Primárně se nejedná o jasně vymezený a ohraničený naukový systém, takovou podobu dostal až u hipponského biskupa sv. Augustina, který byl spolu se svými žáky hlavním protivníkem pelagianismu.
Pelagianismus chápe svobodu člověka jako zcela svéprávnou či autonomní skutečnost, ačkoli nepopírá její stvořenost. Podle tradičního chápání, ovlivněného především Augustinovým pochopením problému, pelagianismus zavrhuje nauku o dědičném hříchu a podceňuje sílu lidské žádostivosti v procesu rozhodování a jednání. Podle Pelagia tak Adam pouze dal svým prvotním hříchem lidem špatný příklad, Ježíš Kristus pak v zásadě dal opět jen dobrý příklad k následování. Podle Augustina Pelagius popírá, že by člověk potřeboval zvláštní Boží milost k tomu, aby byl schopen dobra a spásy.
Pelagianismus byl odsouzen různými synodami již v 5. století (především synodou v Kartágu r. 418 a Efezským koncilem r. 431) a znovu Tridentským koncilem v polovině století šestnáctého.
Novější práce – přibližně od 40. let 20. století – ukazují nový pohled na pelagiánské autory, opouštějí apriorní pozici jejich kritiků a přinášejí systematické představení jejich teologie, nakolik to je z neúplně dochovaných spisů možné.